# Maximal Radio Straubing
Maximal Radio Straubing ist ein privater Radiosender in Niederbayern. Geschäftsführer und Programmleiter des Senders ist Marco Gerstl. Mit Sendestart am 17. Juni 2024 ging Radio AWN gemeinsam mit Radio Trausnitz zum neuen Sender Maximal Radio auf.

## Verbreitung
Das Sendegebiet von Radio AWN umfasst die Stadt Straubing, den Landkreis Straubing-Bogen und Teile der angrenzenden Landkreise. Das Programm wird auf UKW von den beiden Sendern Straubing und Mallersdorf-Pfaffenberg ausgestrahlt. Der Sender „Straubing“ war früher am Kirchturm auf dem Bogenberg (0,3 kW ERP) und befindet sich seit 2013 bei der Raststätte Bayerischer Wald an der A3 (87,90 MHz, 1,0 kW ERP, ⊙). Die Ausstrahlung von „Mallersdorf-Pfaffenberg“ (95,70 MHz, 0,1 kW ERP) erfolgt vom Fernmeldeturm Hofkirchen-Osterholz in Laberweinting aus. Darüber hinaus ist das Programm auch per Live-Stream über das Internet zu empfangen und über Breitbandkabelnetze (DVB-C) im Sendegebiet. Die Tagesreichweite (Montag bis Freitag) lag 2011 bei 27.000 Hörern.

## Historie

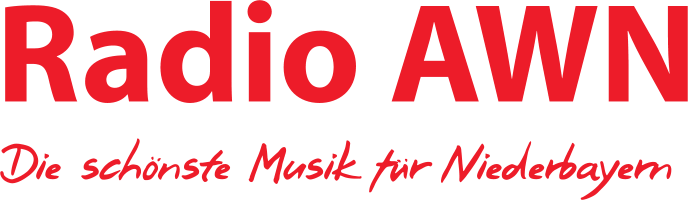
Logo des Vorgängerprogramms Radio AWN

Radio AWN Straubing startete seinen Sendebetrieb am 12. September 1987 für den Landkreis Straubing-Bogen und angrenzende Landkreise. Vom 12. September 1987 bis 11. September 1991 sendete Radio AWN im Frequenzsplitting mit Radio SR1 / Radio Danubia täglich von 3 bis 12 Uhr und 18 bis 21 Uhr. Am 12. September 1991 wurde das Frequenzsplitting aus wirtschaftlichen Gründen aufgehoben, beide Sender fusionierten und senden seitdem unter dem Namen Radio AWN ein 24-Stunden-Programm.

Von September 1987 bis September 1991 gab es auch Radio AWN Landshut, der im Frequenzsplitting mit Radio Trausnitz sendete. Die Sender fusionierten zum 12. September 1991 und wurden seitdem als Radio Trausnitz weitergeführt.

## Marktanteil
Zwischen 2002 und 2007 lag Radio AWN im Empfangsgebiet Straubing beim Marktanteil auf Rang 3, nach Antenne Bayern und Bayern 1 und vor Bayern 3. Zwischen 2008 und 2015 belegte Radio AWN Rang 4, nach Antenne Bayern, Bayern 1 und Bayern 3. Im Jahr 2023 lag Radio AWN ebenso auf Rang 4.
Marktanteilentwicklung

## Gesellschafter
- Radio AWN Straubing GmbH & Co. Hörfunk KG (55 %)
- Neue Welle Antenne Straubing Hörfunk- und Fernsehprogrammanbieter GmbH (45 %)[10]

## Kennungen
Innerhalb des Radio Data Systems ist die Programmkennung DE1E, der PS-Code ist MAXIM_SR.